# Федеральная регбийная лига
Федеральная регбийная лига — третий (низший) дивизион российского регби, который объединяет около 40 любительских клубов, разбитых на девять по регионам. Победитель каждого дивизиона определяется в круговом турнире между командами дивизиона. Игры проходят с весны до осени. Чемпион Лиги определяется в Финале — турнире между чемпионами всех дивизионов.

## История

### 2013—2020
До создания Федеральной лиги главным соревнованием любительских клубов в России был так называемый Кубок любителей, он проводился с 2008 по 2012 годы и носил разные названия, но неизменно являлся главным «фестивалем» любительского регби. Обычно проходил в сентябре-октябре.
Федеральная лига была образована под эгидой Федерации регби России в 2013 году. Образованию лиги способствовало увеличение числа любительских регби клубов в России, количество которых к моменту создания лиги превысило 50.
Лига состояла из 8 дивизионов: «Север-Запад», «Юг», «Сибирь», «Урал», «Поволжье» (зоны «Север» и «Юг»), «Москва» (1-й и 2-й дивизионы), «Красноярск», «Центр» (зоны «Север»/«Золотое Кольцо» и «Юг»/«Нечерноземье»).

### С 2021
В 2021 году организацией и проведением Чемпионата Федеральной лиги совместно с Федерацией регби России занимается Всероссийское физкультурно-спортивное общество «Трудовые резервы». Лига получила название Федеральная Регбийная Лига «Трудовые резервы». В первом сезоне реорганизованной лиги приняли участие 19 команд. Были организованы интернет-трансляции матчей.
в 2023 году впервые был организован чемпионат из 6 женских команд. Всего же в 2023 году в Чемпионате ФРЛ участвовали 49 клубов. Мужской чемпионат был разбит на 8 дивизионов.
В 2024 году впервые был организован Чемпионат ФРЛ среди мужских команд по регби-7. Победитель — 80-е, Красноярск.

## Финал
Финальный турнир (Финал) проводится осенью в течение двух дней в одном городе. В турнире принимают участие победители всех дивизионов. Если команда не может приехать на Финал, её заменяет другая из этого же или другого Дивизиона. Матчи проходят в формате два тайма по 20 минут каждый. Чемпион определяется в матче за первое место, который проводится в два тайма по 40 минут. Первые два Финальных турнира были проведены на стадионе Тулпар в Казани. В 2015 году Финал проводился в Зеленограде. Тогда же была организована интернет трансляция всех игр Финала.
В 2022 году Финал прошел 19-20 ноября в Сочи на базе «Юг Спорт».  Шесть победителей региональных этапов разбили на две группы.  На групповом этапе команды сыграли по два матча в формате два тайма по 20 минут. Во второй игровой день команды сыграли уже в полноформатных матчах (два тайма по 40 минут) за места в итоговом протоколе.  В матче за 1 место ВВА-Фили обыграли Московских драконов со счетом 7:5.

### Победители
| Год  | Победитель                  | Счет  | 2 место                     | Финал      |
| ---- | --------------------------- | ----- | --------------------------- | ---------- |
| 2013 | 80-е (Красноярск)           | 20:13 | Журбол (Красноярск)         | Казань     |
| 2014 | Энергия (Казань)            | 43:14 | 80-е (Красноярск)           | Казань     |
| 2015 | ЛРК Пенза (Пенза)           | 19:3  | Торпедо (Москва)            | Зеленоград |
| 2016 | 80-е (Красноярск)           | 15:10 | Пенза (Пенза)               | Зеленоград |
| 2017 | 80-е (Красноярск)           | 38:0  | Политех (Йошкар-Ола)        | Алушта     |
| 2018 | 80-е (Красноярск)           | 35:0  | Нарт (Нальчик)              | Сочи       |
| 2019 | Зеленоград (Зеленоград)     | 7:0   | Адмирал (Нижний Новгород)   | Сочи       |
| 2021 | Московские Драконы (Москва) | 36:10 | ВВА-Фили (Москва)           | Москва     |
| 2022 | ВВА-Фили (Москва)           | 7:5   | Московские Драконы (Москва) | Сочи       |
| 2023 | Зеленоград-Армейцы (Москва) | 26:12 | Московские Драконы (Москва) | Сочи       |
| 2024 | Зеленоград-Армейцы (Москва) | 18:0  | 80-е (Красноярск)           | Сочи       |